# Milky Chance
Pour les articles homonymes, voir Chance (homonymie).
Milky Chance est un groupe allemand d'indie pop, originaire de Cassel. Leur style musical est influencé par le reggae et la musique électronique.

## Histoire

### Débuts etSadnecessary(2012–2014)
Les deux premiers membres du groupe se sont rencontrés au lycée Jacob Grimm, à Cassel. Clemens est d'abord bassiste dans un groupe de jazz connu sous le nom de Flown Tones, et Philipp jouait de la guitare. Ils collaborent en 2012 sur le lancement de certaines musiques en ligne notamment Stolen Dance qui a attiré l'attention et qui compte maintenant plus de 806 millions de visionnements sur YouTube. Le nom du groupe est inventé par Clemens (à l'âge de 14 ans), quand il commençait à écrire ses propres chansons. Un jour, il réunit quelques noms d'artistes qui ont fini par former le nom de Milky Chance.
En mai 2013, Milky Chance fait une tournée à guichets fermés en Allemagne pour promouvoir l'album, et participe à un certain nombre de festivals de musique dont le Festival Dockville de Hambourg. Ils se lancent dans une tournée européenne en 2014. En 2014, ils sortent leur premier album Sadnecessary auto-produit qui est bien reçu, y compris les titres Stolen Dance et Down by the River. Tout comme le single, l'album connait un véritable succès en Allemagne, Pays-Bas, Autriche et Suisse. Aux États-Unis, l'album est listé meilleur album par le magazine Spin. En 2015, ils composent la musique du film de Manuela Bastian Whero to Miss ?.

### Blossom(depuis 2015)
En 2015, Antonio intègre le groupe qui revient fin 2016 avec un nouveau single Cocoon, avant de sortir en mars 2017 leur deuxième album Blossom.
Durant leur tournée américaine à la suite de la sortie de leur troisième album Mind the Moon, ils sortent deux EP numériques : Trip Tape I (novembre 2021) et Trip Tape II (octobre 2022). Annonciateurs d'un futur album, celui-ci sort en juin 2023 et se nomme Living in a Haze.
Une chanson issue de Living in a Haze est produite en collaboration en 2021 avec la chanteuse canadienne Charlotte Cardin : History of Yesterday.
En septembre 2024, Milky Chance fait la tête d'affiche d'un nouveau festival de musique, Fono, sur le campus de l'Université Laval, dans la ville de Québec. Il fera également le festival Soif de musique de Cowansville, au Canada, en juillet 2025.

## Membres

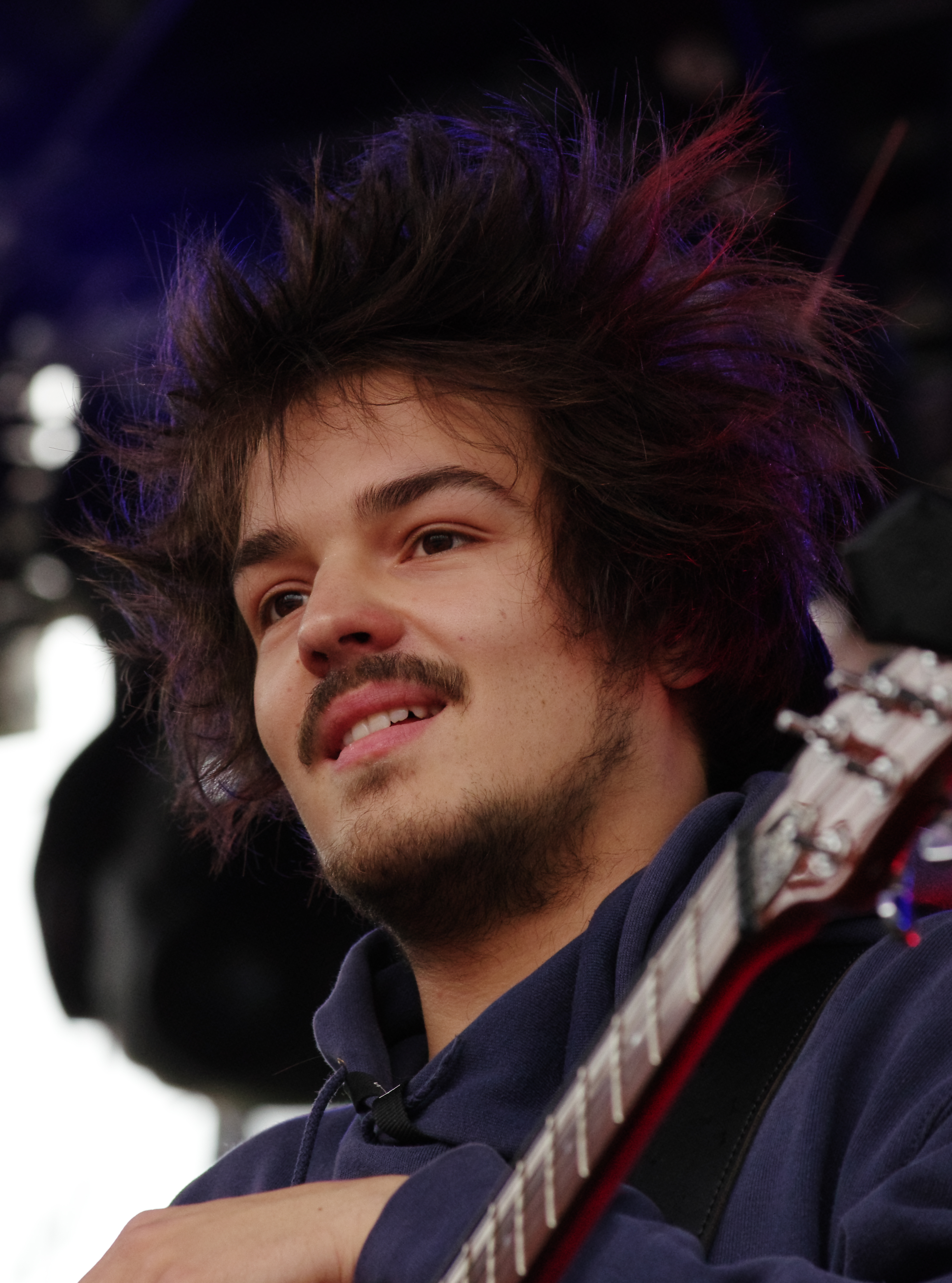
Clemens Rehbein, le chanteur du groupe, durant un concert au Festival Dockville à Hambourg en 2013.

- Clemens Rehbein - chant, guitare (depuis 2012)
- Philipp Dausch - station audionumérique, phonographe, batterie, percussions, chœurs (depuis 2012)
- Antonio Greger - guitare, harmonica, basse (depuis 2015)
- Sebastian Schmidt - batterie (depuis 2017)

## Discographie

### Albums studio
- 2013 : Sadnecessary (31 mai)
- 2017 : Blossom (17 mars)
- 2019 : Mind the Moon  (15 novembre)
- 2023 : Living in a Haze (9 juin)

### Mixtapes
- 2021 : Trip Tape I (3 novembre)
- 2022 : Trip Tape II (5 octobre)

### EP
- 2014 : Stolen Dance EP (9 mai)
- 2020 : Stay Home Sessions (17 avril)